# 13. vestlige længdekreds
Den 13. vestlige længdekreds (eller 13 grader vestlig længde) er en længdekreds, der ligger 13 grader vest for nulmeridianen. Den løber gennem Ishavet, Grønland, Atlanterhavet, Afrika, det Sydlige Ishav og Antarktis.